# Urte Steinberg
Urte Steinberg (* 9. Oktober 1958 in Pinneberg) ist eine deutsche parteilose Politikerin. Sie war Bürgermeisterin von Pinneberg.

## Leben
Steinberg besuchte die Theodor-Heuss-Schule in Pinneberg und begann nach ihrem Abitur 1977 eine Ausbildung zur Bankkauffrau bei der Sparkasse Südholstein. Sie bekleidete nun verschiedene Posten innerhalb der Sparkasse, unter anderem im Filialgeschäft, im Kreditbereich, im Controlling und im Multiprojektmanagement. Des Weiteren absolvierte sie in dieser Zeit eine Weiterbildung zur Sparkassenbetriebswirtin. 1998 wurde sie Referatsleiterin im Vorstandsstab der (heutigen) Sparkasse Südholstein. Steinberg war 13 Jahre Mitglied des Verwaltungsrates der Sparkasse Südholstein.
Am 11. November 2012 wurde die parteilose Steinberg in einer Direktwahl mit 57,46 % der Stimmen zur Bürgermeisterin von Pinneberg gewählt. Sie war von CDU und SPD als gemeinsame Kandidatin nominiert worden. Steinberg folgt damit Kristin Alheit (SPD) nach, die 2012 vor Ablauf ihrer Amtszeit zurücktrat, um Sozialministerin von Schleswig-Holstein zu werden. Der Erste Stadtrat Klaus Seyfert (CDU) führte seitdem die Amtsgeschäfte. Steinberg trat das Bürgermeisteramt im Januar 2013 an.
Steinberg hat zwei erwachsene Kinder.